# Komnénosz N. guriai fejedelemné
Komnénosz N. (1447 után – 1483 előtt), görögül: Ɲӽª Μεγάλη Κομνηνή της Τραπεζούντας, πριγκίπισσα της Γκούριας, grúzul: გურიის (სამთავროს) დედოფალი/თავმჯდომარე N. კომნენოსი, olaszul: N. Comnena, Principessa consorte di Guria, törökül: Guria prensesi N. Megali Komnini, latinul: N. Comnena, principissa Guriae, trapezunti császári hercegnő. Guria fejedelemnéje. A Komnénosz-házból származott. IV. Alexiosz trapezunti császár unokája, Crispo Florencia naxoszi hercegnő elsőfokú unokatestvére és I. Katalin ciprusi királynő nagynénje, Caterino Zeno feleségének a nagynénje, valamint Uzun Haszan feleségének, Komnénosz Teodóra iráni királynénak, I. Iszmáíl perzsa sah nagyanyjának az elsőfokú unokatestvére. Ortodox keresztény vallású volt.

## Élete

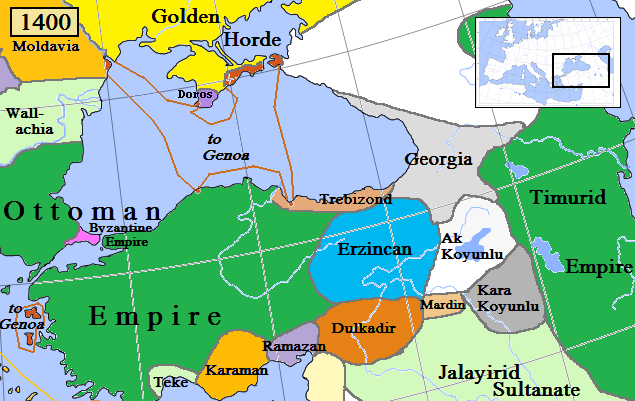
A Trapezunti Császárság és a maradék Bizánci Birodalom 1400-ban.

Apja II. Dávid (1408 körül–1463) trapezunti császár, az anyja Kantakuzénosz Ilona (1420 körül–1463/5).
Apai nagyszülei IV. Alexiosz (1382–1429) trapezunti császár és Kantakuzénosz Teodóra (1382 körül–1426).
Apai ági dédszülei III. Mánuel (1363–1417) trapezunti császár és Bagrationi Eudokia/Gulkan(-Hatun(i)) (Gülhan) (1360 körül–1390) grúz királyi hercegnő, IX. Dávid grúz király és Dzsakeli Szinduhtar szamchei (meszheti) hercegnő lánya.
Apjának legidősebb nővére, Eudokia (Valenza), Nic(c)olò Crispo (1392–1450) hercegnek, a Naxoszi Hercegség régensének a felesége lett.
Az ő gyerekeik voltak: II. (Crispo) Ferenc (1417–1463) naxoszi herceg, akinek az 1 felesége Guglielma Zeno volt, és 3 gyermeket szült, a 2. felesége Petronilla Bembo, akitől nem születtek újabb gyermekei, valamint Crispo Florencia (1422–1501), akinek a férje Marco Cornaro (1406–1479) velencei patrícius, Marco Cornaro velencei dózse dédunokája volt. Az ő lányuk volt I. (Cornaro) Katalin (Caterina) (1454–1510) ciprusi királynő (ur.: 1474–1489), aki II. (Fattyú) Jakab (1438–1473) ciprusi királyhoz ment férjhez, és egy fiuk született, III. (Lusignan) Jakab (1473–1474), aki az apja halála után a születésétől a haláláig Ciprus királya volt.
Továbbá a nővérének egy másik lánya, Crispo Jolán (Violante) (1427–?) Caterino Zeno (1421/35/43–1490 körül) velencei patríciushoz ment feleségül, akit a Velencei Köztársaság IV. János lányához, Teodórához és férjéhez, Uzun Haszanhoz küldött követeként. Caterino Zeno Teodórát és gyermekeit is meglátogatta, és részletes beszámolót készített a trapezunti császári hercegnőről. Teodóra legidősebb lánya volt Márta, aki szintén ortodox keresztény vallású volt, ezt tükrözte a keresztény neve is, bár Halima néven számontartották, I. Iszmáíl perzsa sah anyja volt.
Apjának ifjabb nővére,Mária (1404 körül–1439) VIII. János (1392–1448) bizánci császárhoz ment feleségül, de nem születtek gyermekei.
Apja ifjabb bátyja, Sándor (?–1454/9) társcsászárként uralkodott IV. János mellett 1447/8-tól a haláláig, amelynek az időpontja bizonytalan, de még a bátyja előtt elhunyhatott, hiszen nem vált egyeduralkodóvá. Sándor felesége Gattilusio Mária (?–1461 után), I. Teodór leszboszi úr lánya volt és egy fiuk született.

## Gyermeke
- Férjétől, I. (Dadiani) Mamia (?–1469 körül), guriai fejedelemtől, 1 fiú:
  - Kahaber (?–1483), II. Kahaber néven Guria fejedelme, felesége Anna, 1 fiú